# Embassy Hill
Embassy Hill (oficialmente, Embassy Racing With Graham Hill) foi uma equipe de Fórmula 1 criada pelo bicampeão mundial Graham Hill. Disputou três temporadas entre 1973 e 1975, e teve como melhor resultado um quinto lugar no GP da Alemanha de 1975 em Nürburgring, com o australiano Alan Jones.

## Trajetória da equipe

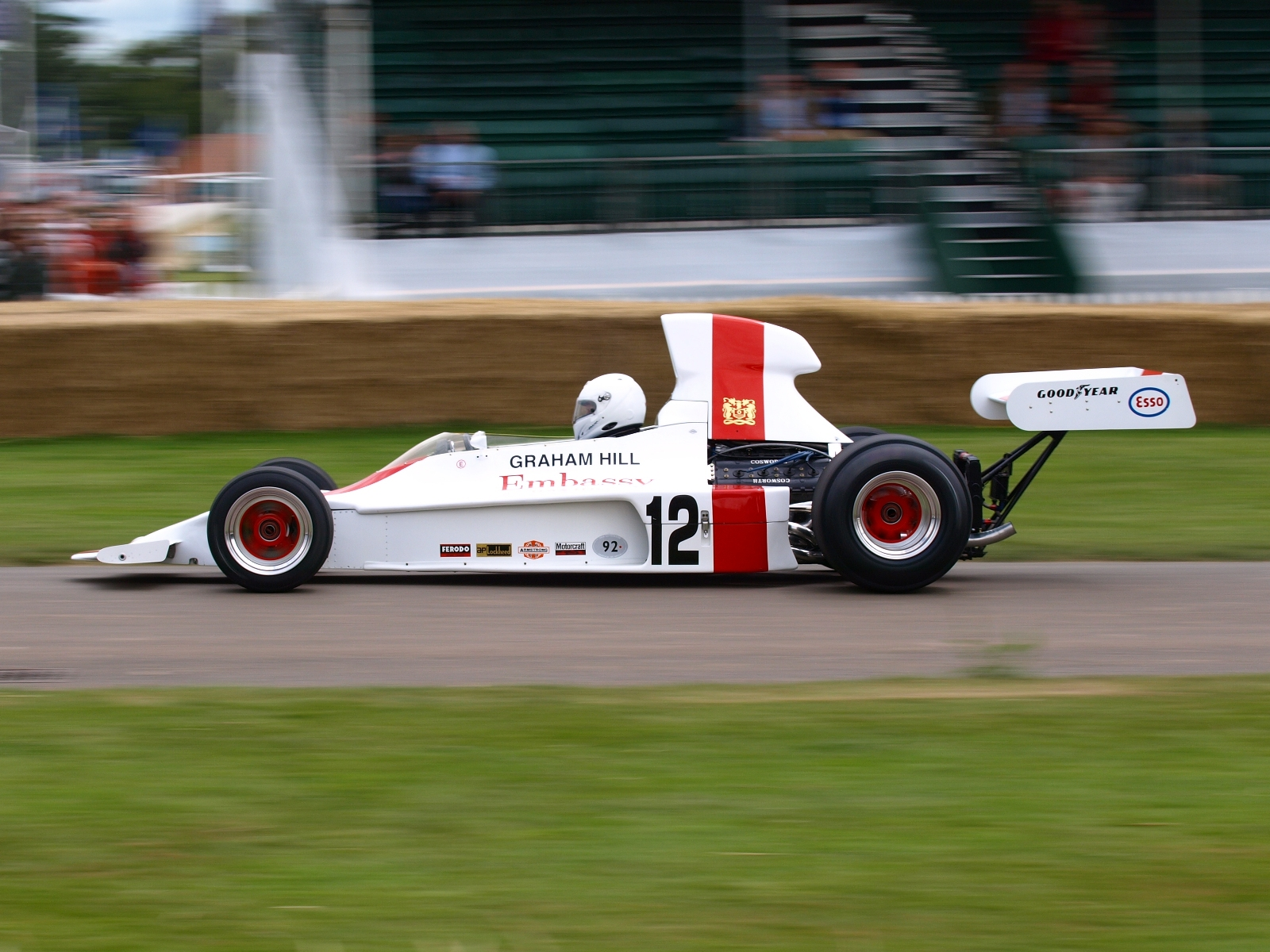
O Shadow DN1, primeiro carro da Embassy Hill, durante o Festival de Velocidade de Godwood, em 2008

Em 1972, Graham Hill, aos 44 anos de idade e descontente com a Brabham, anuncia a criação de sua própria equipe, batizada como Embassy Racing With Graham Hill. O bicampeão de F-1 exerceria as funções de piloto e chefe do time.
Com um Shadow DN1, a escuderia de Hill faz sua estreia na categoria no GP da Espanha, onde o inglês, que largara em 22º, não completa por problemas nos freios. Em doze corridas, foram cinco abandonos e um nono lugar no GP da Bélgica como melhor resultado.
Para 1974, com um Lola T370 que chamava a atenção pela enorme tomada de ar que ostentava, Graham segue acumulando as funções de piloto e dono de equipe, e marca o primeiro ponto da Embassy Hill no GP da Suécia ao chegar em sexto lugar. Outros três pilotos revezaram o segundo carro: os ingleses Guy Edwards e Peter Gethin e o alemão Rolf Stommelen, que não pontuam, sendo que o melhor resultado do trio foi a sétima posição de Edwards na mesma etapa sueca. Na classificação, a Embassy Hill terminaria em 12° lugar.
Em 1975, o "Mister Mônaco" (como Graham Hill era conhecido graças às 5 vitórias em Monte Carlo) viveria uma situação inédita em sua longa carreira: ele não obteve uma classificação para uma etapa de F-1 na pista pela primeira vez - embora tivesse se classificado para o GP da Itália em 1970, não entrou no grid. Hill e Stommelen usariam o T370 no GP da Argentina, onde não pontuam. Para o GP do Brasil, o Lola T371, uma versão atualizada do carro anterior, seria guiado. O inglês e o alemão também não chegam à zona de pontuação.
No GP da Espanha, realizado no Circuito de Montjuïc, seria lançado o único chassi próprio da Embassy, o Hill GH1. Surpreendentemente, Stommelen chegou a liderar por 5 voltas (17 a 21, e a partir da 23, chegando a ultrapassar o brasileiro José Carlos Pace, mas o aerofólio de seu carro desgrudou-se, fazendo com que o alemão perdesse o controle e decolasse contra a arquibancada, matando quatro espectadores e deixando Rolf gravemente ferido. O francês François Migault, inscrito para a corrida espanhola com o T370, não foi classificado no resultado final.
O golpe definitivo contra Graham Hill foi a não-classificação para o GP de Mônaco, onde havia conquistado cinco triunfos. Esforçando-se ao máximo para obter uma vaga no grid da corrida onde venceu por cinco oportunidades, o bicampeão viu o GH1 quebrar no meio da pista. Por 37 centésimos, o "Mister Mônaco" acabou superado pelo jovem australiano Alan Jones, que pilotava um Hesketh privado, e aproveitou o momento para anunciar o final de sua longa carreira na F-1 para dedicar-se exclusivamente ao comando de seu time. Ainda em Mônaco, o inglês acompanhou uma etapa de Fórmula 3 que servia de preliminar para a corrida de Fórmula 1 e se impressionou com Tony Brise, de apenas 23 anos, e aproveitou para contratá-lo.
A estreia de Brise na Fórmula 1 deu-se na Bélgica, onde abandonou. Na etapa seguinte, em Anderstorp, marcou seu primeiro (e único) ponto na categoria ao chegar em sexto lugar. Stommelen (recuperado do acidente em Montjuïc), Vern Schuppan (correu também o GP sueco) e Alan Jones também correram pela Hill em 1975, sendo que o melhor resultado do time na F-1 veio com Jones, na Alemanha. Antes, em Silverstone, Graham sentou-se pela última vez em seu carro e desfilou pelo circuito, dando uma volta de consagração para mais de 100 mil torcedores.

## Encerramento das atividades
Visando a temporada de 1976, Graham Hill apostaria em Brise como principal piloto da equipe, e o novo carro, batizado de GH2, foi projetado por Andy Smallman. Com a mudança no regulamento válida a partir do GP da Espanha (os periscópios dos motores seriam banidos), esperava-se bastante da Embassy Hill naquele ano.
Em 29 de novembro, após uma sessão de treinos em Paul Ricard, Graham e seu staff regressariam à Inglaterra a bordo do avião particular do "Mister Mônaco" (um modelo Piper Aztec). Ao chegar à base aérea de Biggin Hill, a aeronave, atrapalhada por uma densa neblina e conduzida pelo próprio ex-piloto, ficou sem controle e caiu perto de um campo de golfe, pegando fogo em seguida. Todos que estavam no Piper Aztec (Graham Hill, Brise, Smallman e os mecânicos Terry Richards e Tony Alcock) acabariam morrendo na hora. Com a tragédia, a Embassy Hill encerraria suas atividades.

## Pilotos notáveis
- Graham Hill: Na parte final de sua carreira, o bicampeão acumulou as funções de piloto e chefe da Embassy entre 1973 e 1975, ano em que se aposentou e, poucos meses depois, faleceria num acidente aéreo.
- Tony Brise: Descoberto por Graham Hill numa prova de Fórmula 3, já tinha disputado um GP pela Frank Williams Racing Cars antes de assinar com a Embassy, chegando em sexto lugar em Anderstorp. Também faleceu no acidente aéreo que vitimou o "Mister Mônaco".
- Rolf Stommelen: O alemão, que não pontuou durante sua passagem pela equipe (onde estava desde 1974), roubou a cena ao liderar o GP da Espanha por 5 voltas e sofrer um violento acidente que matou 4 espectadores.
- Alan Jones: Depois de ter "aposentado" Graham Hill ao conquistar uma vaga no GP de Mônaco, o australiano foi contratado pela Embassy para 4 provas. Seu melhor resultado (e também da equipe) foi o quinto lugar no GP da Alemanha.